# 羅賓·東尼
羅賓·東尼（英語：Robin Tunney，1972年6月19日—），是一位美國女演員。

## 簡歷
羅賓·東尼出生於美國芝加哥伊利諾伊州，父親是汽車推銷員，母親是調酒師，父母二人都是愛爾蘭裔美國人，堂哥是芝加哥市議員湯姆·東尼。羅賓·東尼在芝加哥的Chicago Academy for the Performing Arts學習演技，18歲時搬到洛杉磯開始其職業生涯。

## 個人生活
東尼在1997年10月4日與製片人鮑伯·高斯結婚，他們在2006年離婚，在2009年東尼與澳洲導演安德魯·多米尼克成為情人，他們之間的關係由2010年8月結束，2012年12月25日東尼與室內設計師Nicky Marmet在里約熱內盧度假時訂了婚。

## 主要作品
| 年份 | 片名                                           | 角色             | 出演集數           |
| 1992 | 《Encino Man》                                 | 艾拉             |                    |
| 1992 | 《Perry Mason: The Case of Reckless Romeo》    |                  |                    |
| 1993 | 《JFK: Reckless Youth》                        |                  |                    |
| 1993 | 《Cutters》                                    |                  |                    |
| 1994 | 《法律與秩序》                                 |                  |                    |
| 1995 | 《Empire Records》                             |                  |                    |
| 1996 | 《The Craft》                                  |                  |                    |
| 1996 | 《Riders of the Purple Sage》                  |                  |                    |
| 1997 | 《Julian Po》                                  |                  |                    |
| 1997 | 《Niagara, Niagara》                           |                  |                    |
| 1998 | 《Montana》                                    |                  |                    |
| 1998 | 《Rescuers: Stories of Courage: Two Families》 |                  |                    |
| 1999 | 《魔鬼末日》                                   | 克莉絲汀·約克    | 主演               |
| 2000 | 《終極天險》                                   |                  |                    |
| 2004 | 《醫神》                                       |                  | 主演               |
| 2005 | 《越獄》                                       | Veronica Donovan | 第1季至第2季和追緝 |
| 2008 | 《心計》                                       | Teresa Lisbon    | 定期               |

## 外部連結
- 羅賓·東尼在互联网电影资料库（IMDb）上的資料（英文）
- http://www.allmovie.com/artist/p72108 （页面存档备份，存于）